# Arnac-Pompadour
Arnac-Pompadour este o comună în departamentul Corrèze din centrul Franței. În 2009 avea o populație de 1.226 de locuitori.

## Evoluția populației
| An        | 1975  | 1982  | 1990  | 1999  | 2006  | 2009  |
| --------- | ----- | ----- | ----- | ----- | ----- | ----- |
| Populație | 1.441 | 1.467 | 1.444 | 1.334 | 1.284 | 1.226 |